# ノーネイネヴァー

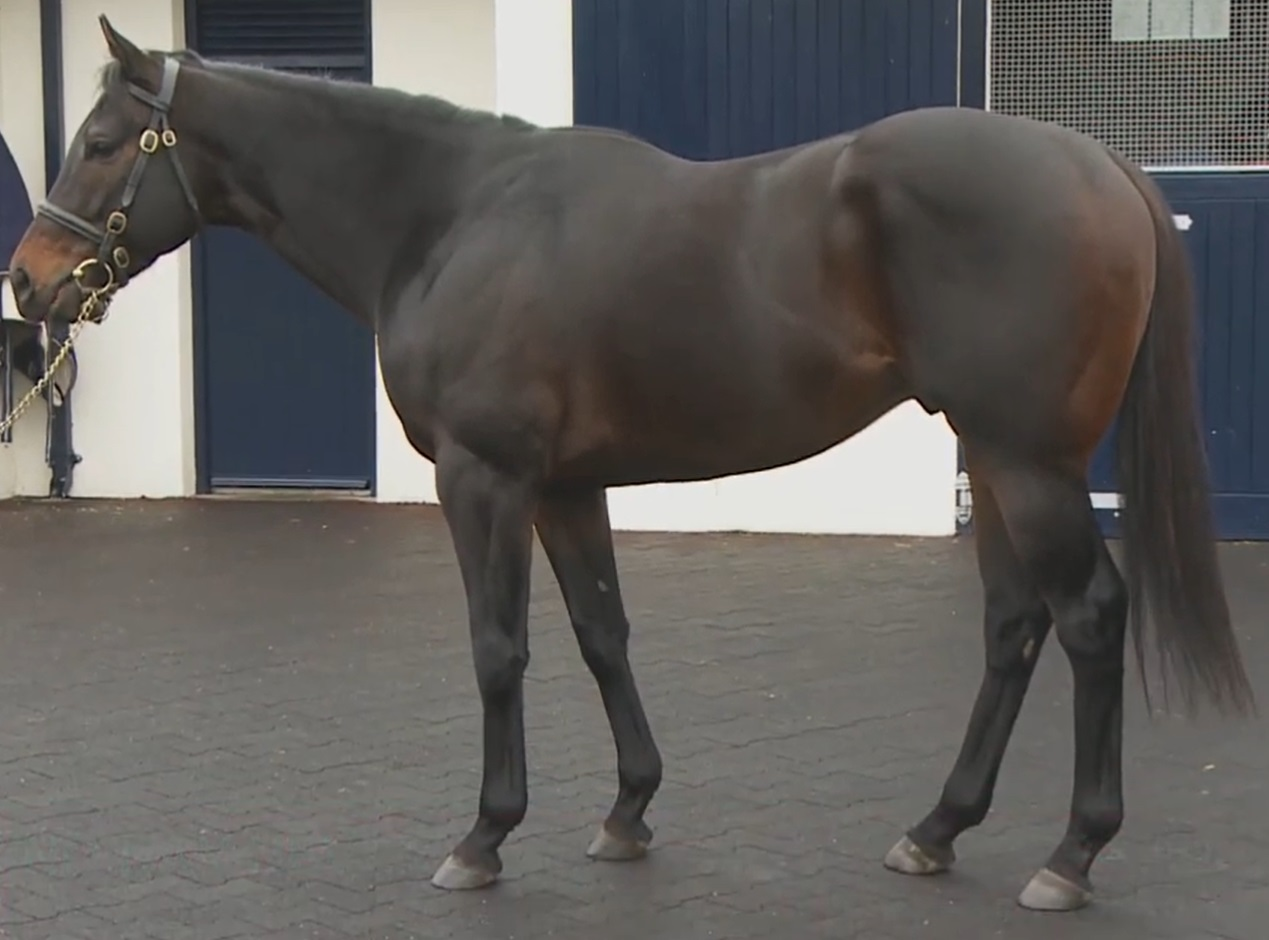
No Nay Never at Coolmore Stud Ireland 2015

ノーネイネヴァー (No Nay Never) はアメリカ合衆国生産の競走馬、種牡馬である。主な勝ち鞍は2013年のモルニ賞(GI)。

## 戦績
2011年3月1日にアメリカ合衆国で誕生。同年11月のキーンランドの市場に上場され、17万ドル(当時のレートで約1360万円)で取引された。しかし、馬体の崩れからか翌年9月の1歳馬セールでの落札価格は9万5000ドル(当時のレートで約760万円)に終わり、前年の値付けを大きく下回ってしまった。
アイスワイン・ステーブル（Ice Wine Stable）とクールモアグループのポール・シャナハン（Paul Shanahan）の夫人による共同所有馬となり、2013年の4月にキーンランド競馬場でのデビュー戦を勝ち上がると、陣営は米国馬としては非常に珍しい欧州遠征を敢行し、英GIIノーフォークステークスを勝利する。このタイミングでクールモアグループが正式に権利の半分を購入し、以降マグナー夫人の勝負服でレースに出走する。欧州遠征2戦目の仏GIモルニ賞を勝利して無傷の3連勝でGIタイトルを獲得した。
3歳時もロイヤルアスコット開催への遠征が計画されたが故障のため叶わず、米国内で3戦したのみであった。同年のブリーダーズカップ・ターフスプリント2着を最後に現役を引退。通算成績は6戦4勝。

### 競走成績
以下の内容は、Racing Postの情報に基づく。
| 出走日     | 競馬場                 | 競走名                               | 格 | 距離   | 着順 | 騎手             | 着差     | 1着（2着）馬        |
| ---------- | ---------------------- | ------------------------------------ | -- | ------ | ---- | ---------------- | -------- | ------------------- |
| 2013.04.26 | キーンランド           | 未勝利                               |    | AW4.5f | 1着  | J.ロサリオ       | 2馬身    | （Solitary Ranger） |
| 0000.06.20 | アスコット             | ノーフォークステークス               | G2 | 芝5f   | 1着  | J.ロサリオ       | 1馬身    | （Coach House）     |
| 0000.08.18 | ドーヴィル             | モルニ賞                             | GI | 芝6f   | 1着  | D.フローレス     | 1馬身    | （Vorda）           |
| 2014.03.01 | ガルフストリームパーク | スウェイルステークス                 | G2 | 芝7f   | 2着  | J.カステリャーノ | 2馬身1/2 | Spot                |
| 0000.10.04 | キーンランド           | ウッドフォードステークス             | G3 | 芝5.5f | 1着  | M.スミス         | 1/2馬身  | （Mongol Bull）     |
| 0000.11.01 | サンタアニタ           | ブリーダーズカップ・ターフスプリント | G1 | 芝6.5f | 2着  | L.デットーリ     | 1/2馬身  | Bobby's Kitten      |

## 種牡馬時代
2015年からアイルランドのクールモアスタッドで種牡馬入りした。初年度の種付け料は2万5000ユーロに設定された。
2018年にデビューした初年度産駒は仕上がりが早く、ミドルパークステークスを制したテンソヴリンズを筆頭に、同年11月までに25頭以上が勝ち上がる快調な滑り出しを見せた。2015年に急死した名種牡馬スキャットダディの欧州における後継種牡馬としての期待も集まり、翌2019年の種付け料は初年度の4倍である10万ユーロに設定された。2020年の種付け料は非Private種牡馬としてはクールモアスタッド過去最高額の17万5000ユーロに設定され、2021年と2022年種付け料は12万5000ユーロに低下しクールモアスタッド現役最高額の座を15万ユーロのウートンバセットに譲ったが、2022年には2歳馬から古馬まで複数の現役産駒がG1と重賞を勝利したことで評価が更に上がり、2023年の種付け料は再度17万5000ユーロに設定された。
種付け料と合わせて特に欧州における産駒の価格も高騰しており、2022年には2歳G1を勝利したブラックベアードの全妹であるムーリン（Muirin）の牝馬がアイルランドのイヤリングセールにて260万ユーロ（約3.6億円）で落札され、また同年のジュライカップに勝利したアルコールフリーがタタソールズ・ディセンバー・メアズセールで540万ギニー（約9.6億円）で落札された。

### 主な産駒
- 2016年産
  - テンソヴリンズ（Ten Sovereigns）- 2018年ミドルパークステークス、2019年ジュライカップ
  - ユニコーンライオン - 2021年鳴尾記念、2022年福島記念[11]
- 2018年産
  - アルコールフリー（Alcohol Free）- 2020年チェヴァリーパークステークス、2021年コロネーションステークス、サセックスステークス、2022年ジュライカップ
- 2019年産
  - マダムポメリー（Madame Pommery）- 2022年豪1000ギニー
- 2020年産
  - リトルビッグベア（Little Big Bear）- 2022年フェニックスステークス
  - ブラックベアード（Blackbeard）- 2022年モルニ賞、ミドルパークステークス
  - メディテート（Meditate） - 2022年ブリーダーズカップ・ジュヴェナイルフィリーズターフ
- 2022年産
  - ホイッスルジャケット（Whistlejacket）- 2024年モルニ賞

## 血統表
| ノーネイネヴァーの血統         | ノーネイネヴァーの血統                                   | ノーネイネヴァーの血統                                   | （血統表の出典）                                         | （血統表の出典） |
| 父系                           | ストームキャット系                                       | ストームキャット系                                       | ストームキャット系                                       | [ § 2 ]          |
| 父 Scat Daddy 2004 黒鹿毛      | 父の父*ヨハネスブルグ Johannesburg 1999 鹿毛             | *ヘネシー                                                | Storm Cat                                                | Storm Cat        |
| 父 Scat Daddy 2004 黒鹿毛      | 父の父*ヨハネスブルグ Johannesburg 1999 鹿毛             | *ヘネシー                                                | Island Kitty                                             |                  |
| 父 Scat Daddy 2004 黒鹿毛      | 父の父*ヨハネスブルグ Johannesburg 1999 鹿毛             | Myth                                                     | *オジジアン                                              | *オジジアン      |
| 父 Scat Daddy 2004 黒鹿毛      | 父の父*ヨハネスブルグ Johannesburg 1999 鹿毛             | Myth                                                     | Yarn                                                     |                  |
| 父 Scat Daddy 2004 黒鹿毛      | 父の母Love Style 1999 栗毛                               | Mr Prospector                                            | Raise A Native                                           | Raise A Native   |
| 父 Scat Daddy 2004 黒鹿毛      | 父の母Love Style 1999 栗毛                               | Mr Prospector                                            | Gold Digger                                              |                  |
| 父 Scat Daddy 2004 黒鹿毛      | 父の母Love Style 1999 栗毛                               | Likeable Style                                           | Nijinsky                                                 | Nijinsky         |
| 父 Scat Daddy 2004 黒鹿毛      | 父の母Love Style 1999 栗毛                               | Likeable Style                                           | Personable Lady                                          |                  |
| 母 Cat's Eye Witness 2003 鹿毛 | 母の父Elusive Quality 1993 鹿毛                          | Gone West                                                | Mr. Prospector                                           | Mr. Prospector   |
| 母 Cat's Eye Witness 2003 鹿毛 | 母の父Elusive Quality 1993 鹿毛                          | Gone West                                                | Secrettame                                               |                  |
| 母 Cat's Eye Witness 2003 鹿毛 | 母の父Elusive Quality 1993 鹿毛                          | Touch of Greatness                                       | Hero's Honor                                             | Hero's Honor     |
| 母 Cat's Eye Witness 2003 鹿毛 | 母の父Elusive Quality 1993 鹿毛                          | Touch of Greatness                                       | Ivory Wand                                               |                  |
| 母 Cat's Eye Witness 2003 鹿毛 | 母の母Comical Cat 1985 鹿毛                              | Exceller                                                 | Vaguely Noble                                            | Vaguely Noble    |
| 母 Cat's Eye Witness 2003 鹿毛 | 母の母Comical Cat 1985 鹿毛                              | Exceller                                                 | Too Bald                                                 |                  |
| 母 Cat's Eye Witness 2003 鹿毛 | 母の母Comical Cat 1985 鹿毛                              | Six Months Long                                          | Northern Dancer                                          | Northern Dancer  |
| 母 Cat's Eye Witness 2003 鹿毛 | 母の母Comical Cat 1985 鹿毛                              | Six Months Long                                          | Prime Time                                               |                  |
| 母系(F-No.)                    | 3号族(FN:3-l)                                            | 3号族(FN:3-l)                                            | 3号族(FN:3-l)                                            | [ § 3 ]          |
| 5代内の近親交配                | Mr.Prospector5･3×4＝21.88％、Northern Dancer5×5･4=12.50% | Mr.Prospector5･3×4＝21.88％、Northern Dancer5×5･4=12.50% | Mr.Prospector5･3×4＝21.88％、Northern Dancer5×5･4=12.50% | [ § 4 ]          |
| 出典                           | 1. 2. 3. 4.                                              | 1. 2. 3. 4.                                              | 1. 2. 3. 4.                                              | 1. 2. 3. 4.      |

- 母キャッツアイウィットネスは現役時代12戦1勝。その半兄キャッツキャリアはG3アクアクハンデキャップの勝ち馬[4]。